# Las dos orillas
Las dos orillas es una película del año 1987, dirigida por Juan Sebastián Bollaín y protagonizada por Amparo Muñoz y José Luis Gómez. 